# Choceň (stacja kolejowa)
Choceň – stacja kolejowa w miejscowości Choceň, w kraju pardubickim, w Czechach. Położona jest na wysokości 295 m n.p.m.

## Linie kolejowe
- linia 010: Kolín – Česká Třebová
- linia 018: Choceň – Litomyšl
- linia 020: Velký Osek – Choceň